# Dark Tranquillity
A Dark Tranquillity egy svéd dallamos death metal együttes. Az In Flames és az At The Gates mellett a melodic death metal úttörői. 1989-ben alakultak a göteborgi Billdal-ban, "Septic Broiler" néven. Ezen a néven még thrash befolyásoltságú death metalt játszottak. Egy demót adtak ki e név alatt, majd Dark Tranquillity-re változtatták a nevüket.

## Diszkográfia

### Albumok
- Skydancer (1993)
- The Gallery (1995)
- The Mind's I (1997)
- Projector (1999)
- Haven (2000)
- Damage Done (2002)
- Exposures - In Retrospect And Denial (2004)
- Character (2005)
- Fiction (2007)
- We Are The Void (2010)
- Construct (2013)
- Atoma (2016)
- Moment (2020)